# Renato Veiga
Renato Palma Veiga (* 29. Juli 2003 in Lissabon) ist ein portugiesischer Fußballspieler. Der defensive Mittelfeldspieler steht beim FC Chelsea seit Juli 2024 unter Vertrag und ist portugiesischer Nationalspieler.

## Karriere

### Vereine
Der in Lissabon geborene Veiga spielte in seiner Jugend für Real Sport Clube aus der Stadt Queluz, bevor er 2019 in die Jugend von Sporting Lissabon wechselte. Ab 2020 spielte er in der U23-Mannschaft des Vereins in der Liga Revelação, einer Liga für Nachwuchsmannschaften. Zudem wurde er insgesamt 13-mal in der UEFA Youth League eingesetzt. Im Dezember 2021 debütierte er für die zweite Mannschaft Sportings, die in der zur Saison 2021/22 neu eingeführten dritthöchsten portugiesischen Spielklasse, der Liga 3, spielt.
Am 31. Januar 2023 wurde Veiga für das restliche Kalenderjahr 2023 an den FC Augsburg verliehen, der sich auch eine Kaufoption sicherte. Sein erstes Bundesligaspiel, und somit auch seinen ersten Profi-Einsatz, absolvierte er am 11. Februar 2023, als er bei der 1:3-Niederlage gegen den 1. FSV Mainz 05 in der Startelf stand.
Am 15. August 2023 gab der FC Augsburg bekannt, die Leihe mit Veiga vorzeitig beendet zu haben. Der Defensivspieler verließ damit die Fuggerstädter bereits nach einem halben Jahr wieder und kehrte kurzzeitig zu Sporting Lissabon zurück. Am Ende des Monats wechselte er zum FC Basel.
Im Juli 2024 wechselte er zum FC Chelsea und unterschrieb dort einen Vertrag bis 2031. Nachdem er bis dato 18 Pflichtspiele für den FC Chelsea absolviert und dabei zwei Treffer erzielt hatte, wurde Veiga im Januar 2025 bis zum Ende der Spielzeit 2024/25 an den italienischen Rekordmeister Juventus Turin verliehen. Für die Italiener absolvierte er in dem halben Jahr 15 Pflichtspiele.

### Nationalmannschaft
Der Mittelfeldspieler absolvierte im Jahr 2021 sechs Spiele für die portugiesische U19-Nationalmannschaft. Seit 2022 ist er Bestandteil der U20-Auswahl, für die er bisher in vier Partien auflief. Er ist Mannschaftskapitän der U20. Im Oktober 2024 wurde er beim 3:1-Sieg über Polen zum ersten Mal in der A-Nationalmannschaft eingesetzt.

## Titel
- UEFA-Nations-League-Sieger: 2025

## Persönliches
Veiga ist der Sohn des ehemaligen kapverdischen Nationalspielers Nélson Veiga.